# Провадия-Солницата
Прова́дия-Солницата (болг. Солницата) — доисторическое поселение близ современного города Провадия на черноморском побережье Болгарии, одно из наиболее ранних известных на сегодня древних городских поселений Европы.
Раскопки здесь ведутся с 2005 года исследователями из болгарского Национального института археологии. Обнаружены остатки двухэтажных домов, культовых сооружений и высоких стен, воздвигнутых на рубеже неолита и энеолита, в 4700—4200 годах до н. э. Население городка оценивается в 350 человек, но археолог Васил Николов считает, что всем критериям доисторического города Провадия-Солницата удовлетворяет.
Недалеко от городища были найдены захоронения, которые в настоящий момент ещё не изучены. Для исследования гробниц, по мнению их первооткрывателей, понадобятся силы нескольких поколений исследователей — всё дело в том, что в этом поселении получил распространение нетрадиционный погребальный обряд: тела мертвецов разрезали по линии талии, а затем хоронили лишь верхнюю его часть.
Условное название Провадия-Солницата городище получило потому, что это был крупный центр производства поваренной соли. Здесь найдены самые древние солеварни на территории Европы и Передней Азии. Добывать этот продукт, ценившийся тогда на вес золота, жители городища начали около 5500 года до н. э. (период Караново III—IV). При этом вода из местного соляного источника выпаривалась в массивных глинобитных печах куполообразной формы (сначала печи располагались прямо в жилых домах, позднее их вынесли за пределы поселения). Мощные стены городища были необходимы для защиты запасов соли от посягательств врагов.
Одна загрузка в печь давала примерно 25 килограммов соляных брикетов. В период среднего и позднего энеолита (культура Хаманджия IV, 4700—4500 годы до н. э.; Варненская культура, 4500—4200 годах до н. э.) производство поваренной соли достигло промышленных масштабов, увеличившись до 4—5 тонн[уточнить].
В Провадии-Солницате изготовлялись первые в мире золотые украшения (обнаружено около трёх тысяч экземпляров этих украшений).